# Schloss Dürrenhof

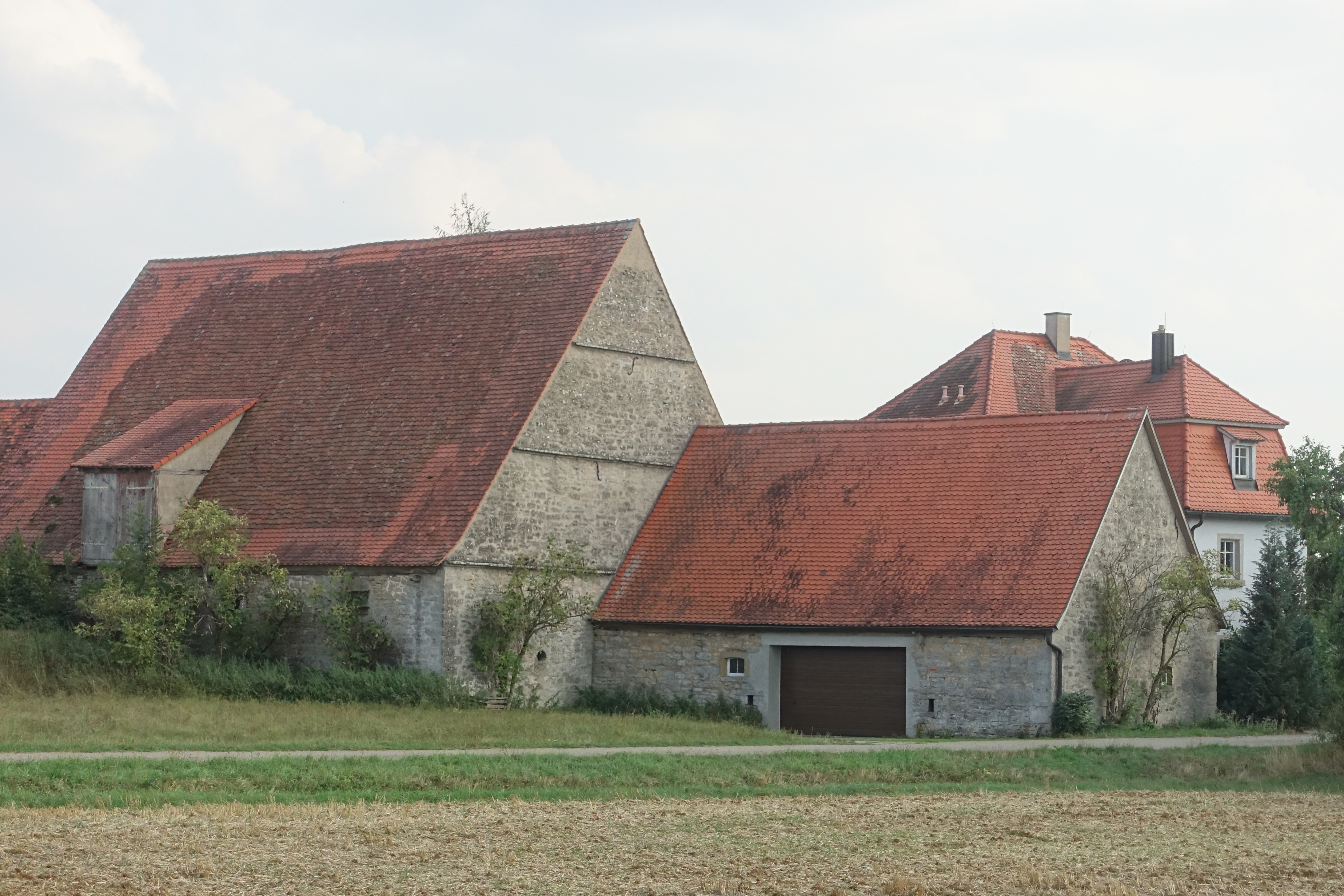
Blick auf Schloss Dürrenhof

Das Schloss Dürrenhof ist ein Landschloss von Familien aus dem Patriziat in Dürrenhof, einem Gemeindeteil der Stadt Rothenburg ob der Tauber im mittelfränkischen Landkreis Ansbach in Bayern. Das Schloss ist unter dem Aktenzeichen D-5-71-193-709 als Baudenkmal in die Bayerische Denkmalliste eingetragen.
Es existieren Indizien dafür, dass die Anlage ihre Wurzeln in einem Besitztum des Deutschen Ordens aufweist. Im 17. und 18. Jahrhundert gehörte der Hof mehreren Eigentümern aus dem Patriziat der Stadt Rothenburg, die ihn meist verpachtet hatten. Das Schlossgebäude wurde 1755 errichtet. Die dazugehörige Scheune stammt im Kern noch aus dem 16. Jh. und ist 1762 renoviert worden. Nach 1826 ist ihr im Westen ein kleiner Anbau angefügt worden.
Das spätbarocke Landschlösschen besteht aus einem zweigeschossigen Putzbau mit Mansardwalmdach. Die Scheune ist ein eingeschossiger Bruchsteinbau mit steilem Satteldach. 